# Exèrcit d'Andalusia
L'Exèrcit d'Andalusia va ser una unitat de l'Exèrcit Popular de la República que va operar durant la Guerra Civil Espanyola. Sota la seva jurisdicció es trobaven les forces republicanes desplegades a Andalusia Oriental.

## Historial
L'Exèrcit d'Andalusia va ser creat el 19 d'octubre de 1937, com una nova formació escindida del desaparegut Exèrcit del Sud republicà. Va tenir la seva caserna general a la localitat granadina de Baza. Des de la seva creació va estar format per dos Cossos d'exèrcit, el IX i el XXIII, que cobrien el front que anava des del sector de Villa del Río fins al Mar Mediterrani. No obstant això, durant la major part de la seva existència l'exèrcit a penes va tenir una activitat militar destacada. L'Exèrcit d'Andalusia va arribar a editar a Baza un diari, Sur, entre 1938 i 1939. Al llarg de la seva història va arribar a tenir diversos comandants, entre els quals destaquen el coronel Adolfo Prada Vaquero i el general Domingo Moriones Larraga. Encara que el general Moriones va donar suport al cop de Casado cap al final de la contesa, els casadistes el van substituir pel coronel Francisco Menoyo Baños. L'Exèrcit d'Andalusia es va autodissoldre a la fi de març de 1939.

## Comandaments
Comandants
- coronel d'infanteria Adolfo Prada Vaquero
- coronel de cavalleria Segismundo Casado
- general de brigada Domingo Moriones Larraga
- coronel d'enginyers Francisco Menoyo Baños

Comissari
- Serafín González Inestal,[6] de la CNT

Caps d'Estat Major
- tinent coronel Eugenio Galdeano Rodríguez[7]

Cap d'Operacions
- coronel d'infanteria Antonio Gómez de Salazar[8]

Comandant general d'Artilleria
tinent coronel d'artilleria Gerardo Armentia Palacios
- coronel d'artilleria José Valcázar Crespo

Comandant general d'Enginyers
- tinent coronel d'enginyers Manuel Mendicuti Palou
- tinent coronel d'enginyers Juan Castellanos Cruz

## Ordre de batalla

### Abril de 1938
| Cossos d'Exèrcit    | Divisions adscrites | Sector                |  |
|                     |                     |                       |  |
| IX Cos d'Exèrcit    | 20a, 21a, 54a       | Jaén-Granada          |  |
| XXIII Cos d'Exèrcit | 23a, 71a            | Granada-Sierra Nevada |  |